# Carex laevigata
Carex laevigata je druh jednoděložné rostliny z čeledi šáchorovité (Cyperaceae), rodu ostřice (Carex).

## Popis
Jedná se o rostlinu dosahující výšky nejčastěji 50–80, vzácně až 120 cm. Je vytrvalá, s oddenky. Listy jsou střídavé, přisedlé, s listovými pochvami. Lodyha je trojhranná, hladká, vzpřímená až vystoupavá. Čepele jsou celkem široké, nejčastěji 7–12 mm. Carex laevigata patří mezi různoklasé ostřice, nahoře jsou klásky samčí, dolní klásky jsou pak převážně samičí. Dolní listen má dole pochvu, je kratší než květenství. Samčí klásek je jeden, řidčeji 2. Samičích klásků je nejčastěji 2–4, jsou vzpřímené až trochu převislé, víceméně dlouze stopkaté, vzácněji horní samičí klásek může obsahovat na špici i samčí květy. Okvětí chybí. V samčích květech jsou zpravidla 3 tyčinky. Blizny jsou většinou 3. Plodem je mošnička, která je 4–5 mm dlouhá, vejčitá a bikonvexní, žilnatá, na vrcholu je výrazně dvouzubý zobánek, na okrajích drsný. Každá mošnička je podepřená plevou, která je za zralosti červenohnědá se zeleným středním žebrem

## Rozšíření ve světě
Carex laevigata je evropský druh s oceanickým rozšířením. Vyskytuje se v západní Evropě, od Pyrenejského poloostrova, přes Francii, státy Beneluxu a ve Velké Británii a v Irsku. Na východ zasahuje až do Německa. Také se vyskytuje na ostrovech Korsika a Sicílie. Izolovaně snad i v Bulharsku.